# Denis Jouanne
Pour les articles homonymes, voir Jouanne (homonymie).
Denis Jouanne est un footballeur français né le 14 novembre 1956 à Mont-Saint-Aignan (Seine-Maritime). 
Formé à Rouen, il a évolué comme défenseur dans de nombreux clubs dont Valenciennes, Nîmes ou Marseille.

## Carrière de joueur
- 1975-1977 : FC Rouen (Division 2)
- 1977-1978 : US Valenciennes Anzin (Division 1)
- 1978-1981 : Nîmes Olympique (Division 1)
- 1981-1982 : Olympique de Marseille (Division 2)
- 1982-1983 : FC Mulhouse (Division 1)
- 1983-1985 : Olympique d'Alès (Division 2)
- 1985-1989 : FC Rouen (Division 2 et Division 3)[1]